# Enfield (Irlande)
Pour les articles homonymes, voir Enfield.
Enfield (en irlandais : An Bóthar Buí, la route jaune, the yellow road) ou Innfield, est une ville du sud du comté de Meath, en Irlande, située entre Kilcock et Kinnegad, très proche de la frontière avec le comté de Kildare.
La ville est sur la ligne de chemin de fer Dublin-Sligo. Elle est située sur la route R148 anciennement la N4, route nationale principale reliant Dublin à Connacht.
Au cours des 20 années écoulées entre le recensement de 1996 et 2016, la population d'Enfield a considérablement augmenté, passant de 566 habitants à 3 239,. Cette augmentation est due à son emplacement sur la ceinture de la banlieue vers Dublin. [citation nécessaire]. Comme pour beaucoup d'autres villes-dortoirs du voisinage, de nombreux lotissements ont été construits, les chiffres du recensement de 2016 indiquant que 80 % du parc de logements de la ville (826 ménages sur 1 024) ont été construits entre 1991 et 2010.

## Toponymie
Le nom irlandais du village, An Bóthar Buí, (la route jaune), est dérivé de la boue jaune qui s'est formée sur la rue principale du village par une combinaison de pluie et l'effet de barattage des roues des diligences sur le sol. Une autre théorie prétend que le nom provient de la couleur jaune de la végétation de séneçon sur les côtés de la route.

## Histoire
La croissance progressive d'Enfield est mise en parallèle avec les différentes phases de l'histoire des transports dans le sud du comté de Meath.
En remontant à l'Antiquité, avant et pendant le début du premier millénaire apr. J.-C., la région d'Enfield aurait été située sur l'une des routes principales menant à Tara, le site du couronnement et le siège des Grands Rois d'Irlande depuis le IIIe siècle jusqu'en 1022. Du grand cœur et du centre du royaume irlandais, cinq grandes artères ou routes rayonnaient de Tara vers les différentes parties du pays, à savoir, le Slighe (un chemin) Cualann, qui filait vers l'actuel comté Wicklow, la Slighe Mór, la grande route de l'Ouest, qui passait de Dublin à Galway, la Slighe Asail, qui passait près de l'actuel Mullingar, la Slighe Dala, qui courait au sud-ouest, et la Slighe Midluachra, la route du Nord.
À l'époque normande (à partir de 1169) sous les Fitzgeralds, comtes de Kildare, une route a été construite entre Maynooth Castle et Courtown House à Kilcock, jusqu'au moulin à vent sur Cappagh Hill, jusqu'à Cloncurry  à Johnstown House (maintenant le Johnstown House Hotel and Spa), et de là à Newcastle et Balyna House.
Lorsque la diligence était utilisée comme moyen de transport en Irlande, cette route empruntait un itinéraire légèrement différent pour inclure la zone qui est maintenant connue sous le nom d'Enfield. La route entre Dublin et Mullingar qui traverse Enfield a été construite en 1735.
Une écurie de livrée et une cour existaient en face de l'ancien bâtiment de la poste (aujourd'hui un restaurant chinois) à l'extrémité est de la ville, pour desservir les personnes voyageant sur cette route. Des équipes de chevaux frais étaient disponibles à la location à l'écurie de livrée lors des arrêts au bureau de poste. Le bâtiment offrait également des hébergements d'escale. Certains des restes de la cour d'origine de la livrée pouvaient être vus à côté du supermarché et du parking SuperValu (anciennement Centra). Ces sites ont été protégés une fois par l'Office des travaux publics, mais ont fait place à un réaménagement en 2014. Les premières liaisons postales par diligence, dans la région, ont eu lieu vers 1740, à l'époque de Robert Fitzgerald, 19e comte de Kildare.
Dans les années 1790, les cartes désignent le site comme "A New Inn", plus tard "The New Inn" et finalement, Innfield. Cela dérive d'une auberge sur la route de Dublin du XVIIIe siècle à Mullingar appelée "The Royal Oak Inn", qui aurait été l'endroit où le Bridge House Inn se dresse maintenant.
Le Canal royal d'Irlande passe par Innfield. Avec l'arrivée du Midland Great Western Railway, le nom devint anglicisé en Enfield. Le nom Innfield est devenu Enfield vers la fin du XIXe siècle lorsqu'un nouveau maître de poste est venu d'Enfield, Middlesex, Angleterre et a décidé d'utiliser le même nom pour la région.
La  N4, la route principale à l'ouest de Dublin, passait par Enfield et lui causait des problèmes de circulation. En décembre 2005, un nouveau tronçon de l'autoroute M4 a été ouvert et la plupart du trafic contourne désormais la ville. Le tronçon de la N4 contourné a été renommée R148.
En 2013, l'école nationale St. Mary a été réaménagée et officiellement inaugurée par Enda Kenny et l'évêque Michael Smith du diocèse de Meath.

## Transports

### Canal

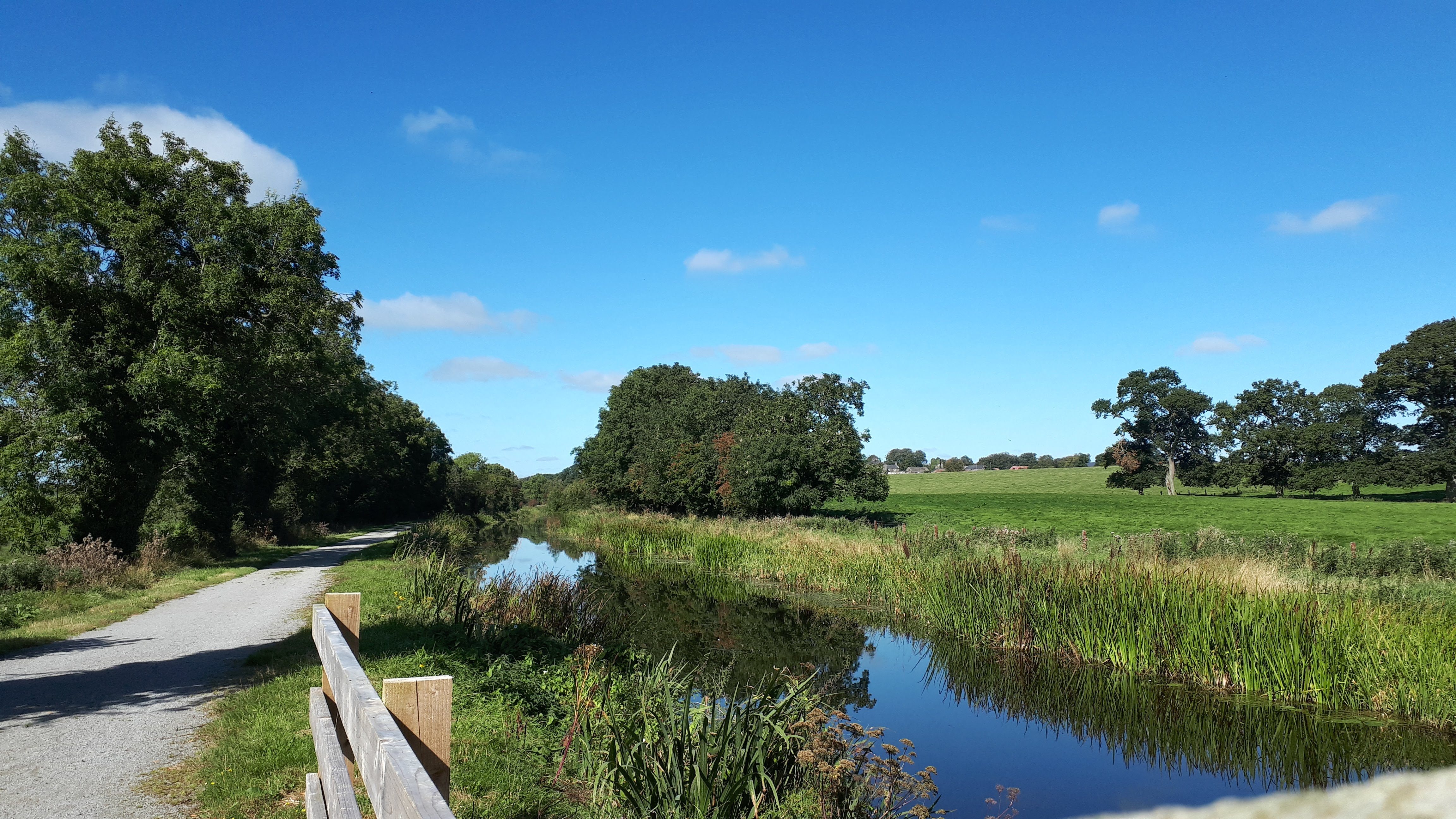
Royal Canal près d'Enfield.

La construction du Royal Canal a commencé à Dublin en 1790 et a marqué la fin de l'ère des diligences car les canaux étaient un moyen de transport moins cher et plus efficace. Le tronçon de Dublin à Mullingar s'est ouvert comme que route commerciale vers 1807 et le canal a finalement atteint le Shannon en 1817, bien que la société soit lourdement endettée. La décision du duc de Leinster de construire un éperon entre le canal et sa résidence de campagne à Carton House a été l'un des facteurs contributifs qui a finalement brisé l'entreprise.
Même si le chemin de fer était beaucoup plus rapide, le canal a continué à transporter du trafic jusque dans les années 1950. Ce n'est que maintenant, au tournant du millénaire, que le potentiel du canal pour le tourisme et comme équipement naturel se réalise. Le Bureau des travaux publics en a pris la charge en 1986 et des investissements ultérieurs et une restauration importante lui confèrent de grandes chances de redevenir populaire comme moyen de transport tranquille.

### Chemin de fer
Le chemin de fer atteint Enfield en 1847, lorsque le Midland Great Western Railway ouvre entre Broadstone Station à Dublin et Enfield Railway Station (ouverte le 28 juin 1847).
À l'ouverture de la voie ferrée, les bateaux du canal ont cessé tout trafic de passagers entre Dublin et Enfield, les passagers voyageant vers l'ouest utilisant le train pour Enfield et étant transférés vers le canal de la ville. Le canal et la voie ferrée avaient des points d'escale à Enfield, ce qui a contribué au développement de la région.
La ligne a été prolongée vers Hill of Down à la fin de 1847 et vers Mullingar en octobre 1848. En 1877, un embranchement de Nesbitt Junction (environ 2 km à l'ouest d'Enfield) vers Edenderry a été ouvert. La ligne secondaire d'Edenderry et la gare d'Enfield ont été fermées en 1963, bien qu'il n'y ait eu aucun service régulier de passagers vers Edenderry depuis 1931.
Les services passagers d'Enfield ont repris en 1988.
Enfield est situé sur la ligne de chemin de fer de Sligo à Dublin avec des terminus à Sligo Mac Diarmada et Dublin Connolly, exploités par  Irish Rail. Depuis le 9 décembre 2018, il y a 10 trains vers le centre-ville de Dublin et 9 trains vers l'ouest du lundi au vendredi, 7 trains vers Dublin et 7 trains vers l'ouest le samedi, et le dimanche, il y a 6 trains vers Dublin et 6 trains vers l'ouest.

### Bus
Enfield est desservi par les Bus Éireann, ligne 115 (Mullingar / Kilcock vers Dublin) et Irish Citylink, ligne 763 (Dublin à Galway) en plus des itinéraires moins réguliers gérés par Kearns et Mullally's.

## Équipements

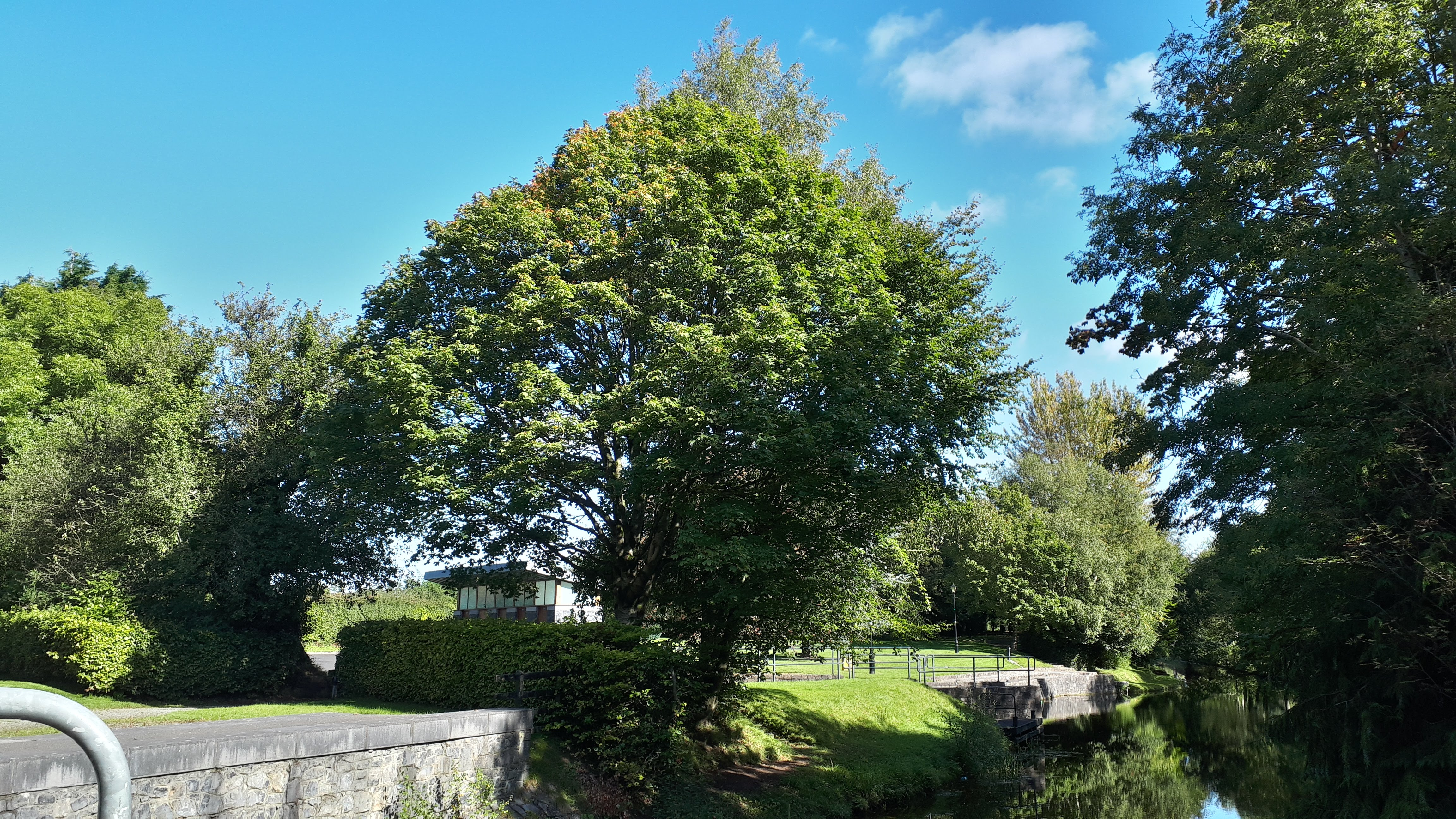
Le petit port fluvial.

Un parc d'agrément avec un petit port et une rampe d'accès au Royal Canal se trouvent sur le côté ouest de la ville The local swimming pool is the Johnstown House Estate swimming pool.
Enfield a plusieurs pubs le long de la rue principale. Il s'agit notamment de « The Slíghe Mór », « The Midland Bar » et « The Bridge House ». Il possède également sa propre micro-brasserie, la société « The Celtic Brew » basée à proximité de Clonard. [citation nécessaire]

## Sports
Enfield est situé près du Rathcore Golf and Country Club et le Champions Club conçu par Darren Clarke à Moyvalley.
Na Fianna CLG (créé en 2000) est le club local de la Gaelic Athletic Association. La ville abrite également l'Enfield Celtic Football Club, créé en 1989.

## Personnalité
- Teresa Brayton (1868–1943), nationaliste irlandaise , écrivaine et poètesse. Son poème le plus connu est The Old Bog Road, situé près d'Enfield.